# Ganzhou
Ganzhou (em chinês 赣州市) é uma cidade na província de Jiangxi, China e tem uma área de 39,379.64 km ² com aproximadamente 8.456.900 habitantes.

## Personalidades
- Gao Xingjian (1940), prémio Nobel da Literatura de 2000